# Canned Wheat
Canned Wheat är femte albumet av The Guess Who, utgivet 1969. Albumet har en tydlig pop/rock- och balladkaraktär.

## Låtlista
1. No Time - 5:37 (Randy Bachman / Burton Cummings)
2. Minstrel Boy - 3:19 (Randy Bachman / Burton Cummings)
3. Laughing - 3:03 (Randy Bachman / Burton Cummings)
4. Undun - 4:18 (Randy Bachman)
5. 6 A.M. Or Nearer - 5:24 (Randy Bachman)
6. Old Joe - 2:57 (Burton Cummings)
7. Of A Dropping Pin - 3:42 (Randy Bachman / Burton Cummings)
8. Key - 11:16 (Randy Bachman / Burton Cummings)
9. Fair Warning - 1:49 (Randy Bachman / Burton Cummings)
10. Species Hawk - 3:33 (Randy Bachman / Burton Cummings)
11. Silver Bird - 2:41 (Randy Bachman / Burton Cummings)

Spår 10 och 11, är två ej tidigare utgivna bonusspår som endast ingår på CD-utgåvan.

## Medverkande
- Burton Cummings - Sång, piano, hammondorgel, elgitarr, akustisk gitarr, flöjt, munspel
- Randy Bachman - Elgitarr, akustisk gitarr, sitar, bakgrundssång
- Jim Kale - basgitarr, bakgrundssång
- Gary Peterson - trummor, percussion, tabla, congas, bakgrundssång
- Producent Jack Richardson För Nimbus 9 Productions / RCA Records LSP 4157

CD-utgåvan från 2000 har skivnummer RCA Records / BUDDHA Records BMG Distribution 74465 99763 2 (7 44659 97632 2)

### Övriga källor
- CD Versionen: http://www.allmusic.com/album/canned-wheat-mw0000653090